# Річки Австралії

Головні річки Австралії

Список рік Австралії за абеткою .
- Аделаїда
- Альберт
- Ашбертон
- Барку
- Баррон
- Баруон (Новий Південний Уельс)
- Баруон (Вікторія)
- Бердекін
- Белл
- Бернетт
- Блеквуд
- Брисбен
- Бремер
- Вікторія
- Гаскойн
- Дайамантіна
- Денмарк
- Дервент
- Джардін
- Доусон
- Катерін
- Катаракт
- Кестльрі
- Клайд
- Кларенс
- Кондамін
- Купер-Крік
- лейн-Ков
- Маккуорі
- Маррамбіджі
- Лаклан
- Мерчисон
- Муррей
- Дарлінг
- Мурчисон
- Меннінг
- Орд
- Піль
- Пайн
- Саут Аллігатор-Рівер
- Северн
- Северн
- Сноуі-Рівер
- Суон
- Томсон (Qld)
- Томсон (Vic)
- Торренс
- Туїд
- Вілсон
- Уільямс
- Фіцрой (Квінсленд)
- Фіцрой (Західна Австралія)
- Фліндерс
- Фортеск'ю
- Франклін
- Гантер
- Еберкромбі
- Ейвон (Західна Австралія)
- Ейвон (Західна Вікторія)
- Ейвон (Східна Вікторія)
- Ярра